# Stadtrecht
Stadtrecht ist ursprünglich das kaiserliche oder landesherrliche Vorrecht (Stadtregal), durch das ein Dorf oder eine vorstädtische Siedlung zur Stadt erhoben wurde und Inbegriff der in dem betreffenden Rechtsbezirk gültigen Rechtssätze war. Im Gegensatz dazu wurde das Landrecht zumeist von der Landesherrschaft festgelegt. Das Stadtrecht ist kein einheitliches „Stadtgesetz“, sondern besteht aus mehreren Privilegien (Niederlagsrecht, Zölle) und Einzelrechten, von denen meist das Marktrecht das älteste ist. Als Minderstadt werden Orte mit eingeschränktem Stadtrecht bezeichnet.
Das im mitteleuropäischen Raum übliche Stadtrecht geht vermutlich ursprünglich auf italienische Vorbilder zurück, die ihrerseits an den Traditionen der Selbstverwaltung der römischen Städte ausgerichtet waren. Heute ist das „Stadtrecht“ im deutschsprachigen Raum mit keinen besonderen Rechten mehr verbunden. „Stadt“ ist heute also nicht mehr als eine bloße Bezeichnung und/oder Namensbestandteil einiger Gemeinden.

## Römisches Reich
Zu Zeiten des Römischen Reichs sind in verschiedenen Gemeinden der Provinz Hispanien Stadtgesetze erlassen worden. Diese regelten vornehmlich Belange der kommunalen Verwaltung, so Angelegenheiten der Gemeindeverwaltung selbst, die Wahl und Ernennung von Stadtratsmitgliedern, Haftungsfragen der örtlichen Magistraten, soweit die Gemeinde in ungelösten Verbindlichkeiten steckte, und die hoheitliche Verpachtung von Grundstücken. 
Zum Nachweis der Regelungen war und ist die Rechtsforschung auf die Bergung einzelner Stadtgesetze angewiesen, denn aufgrund des in der Spätantike bereits überholten Formularprozesses, der dem verwaltungsschlankeren und damit effizienteren Kognitionsverfahren gewichen war, würden heute keine Kenntnisse mehr zu den Gesetzeswerken bestehen, zumal Justinian I. sie in seiner strikt zusammenfassenden – für die Rechtsforschung heute unentbehrlichen – Kompilation nicht mehr aufgenommen hatte, da sich darin lediglich das geltende Recht widerspiegeln sollte. Gesetze dieses Zuschnitts waren die heute rekonstruierten, epigraphisch festgehaltenen leges Irnitana, Malacitana, Salpensa und Vilonensis.

## Deutschland

### Mittelalter

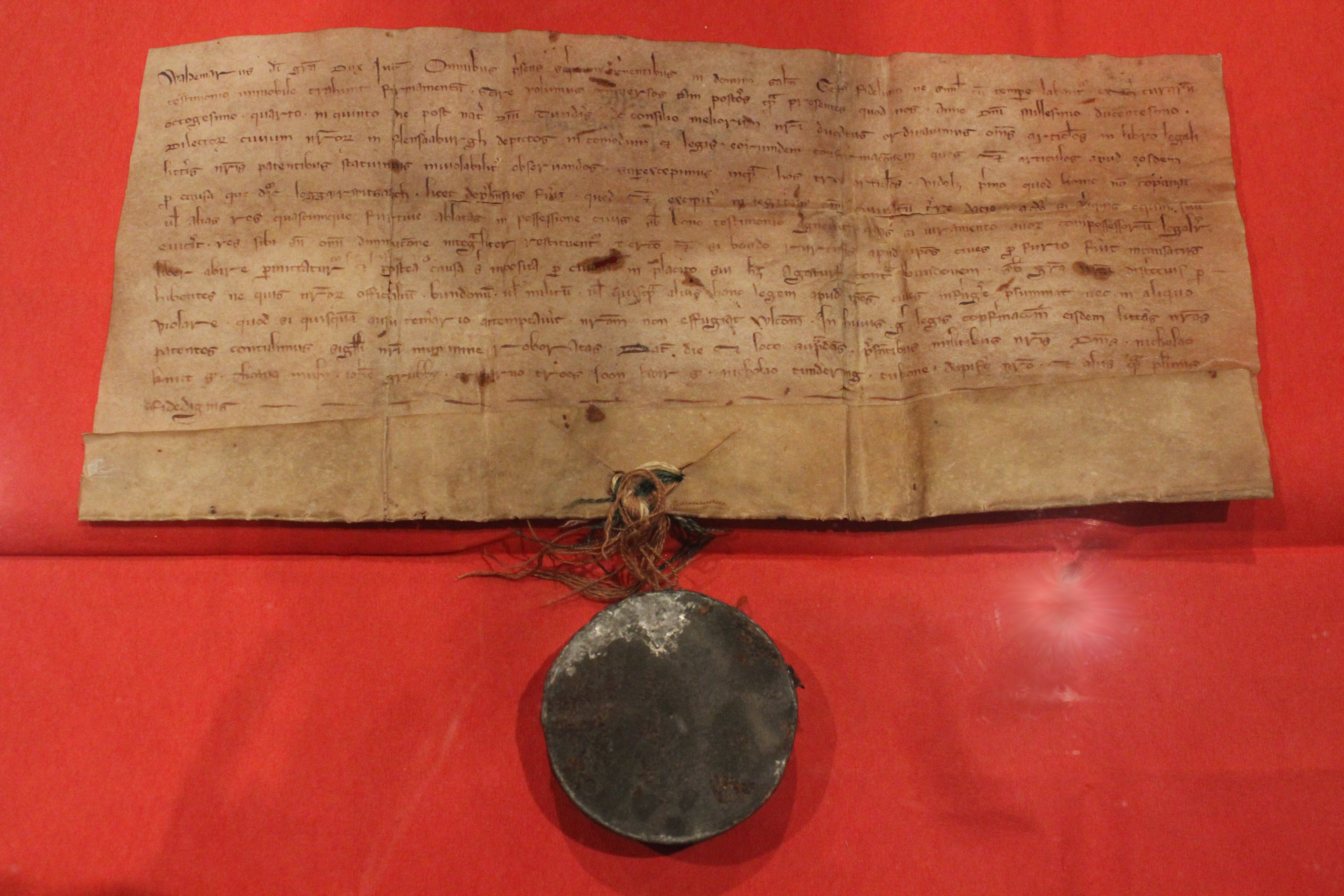
Die Stadtrechtsurkunde Flensburgs aus dem Jahr 1284

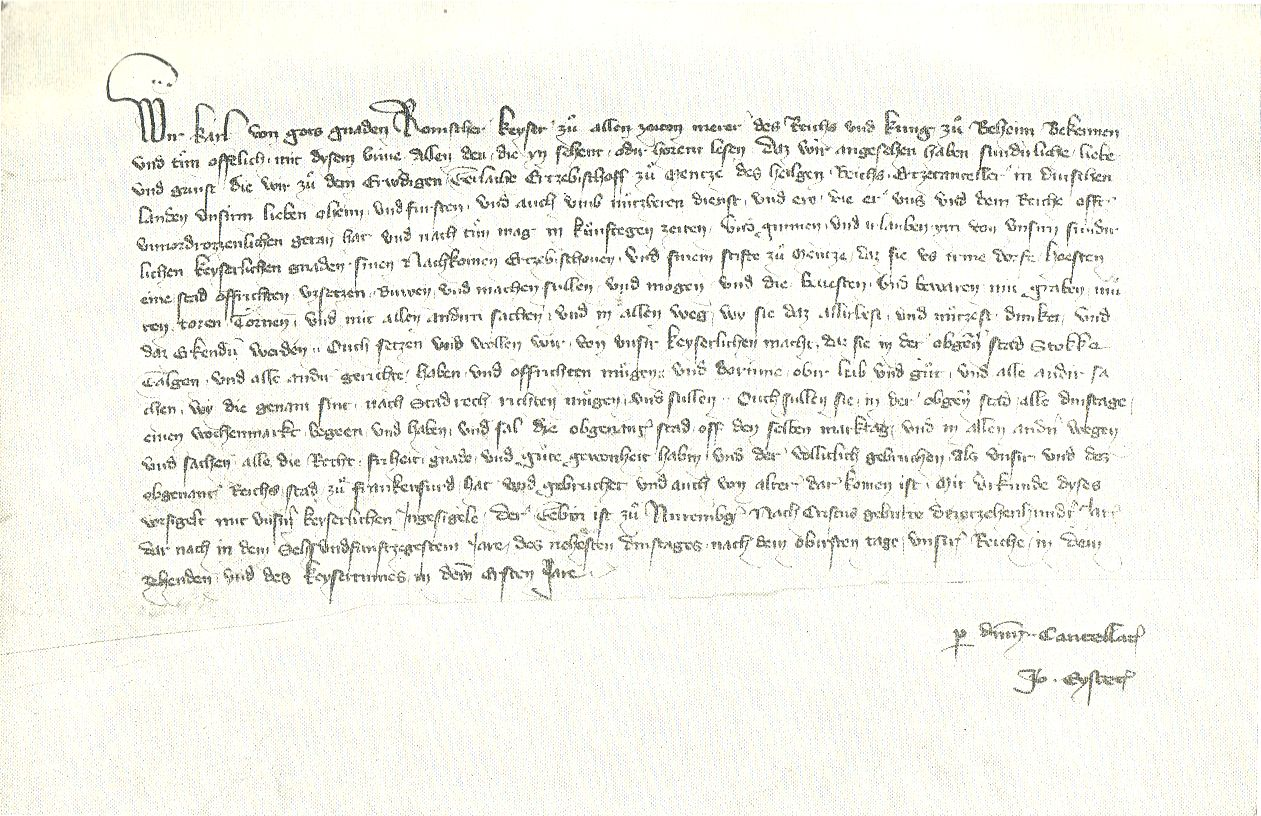
Stadtrechtsurkunde der Stadt Höchst am Main vom 12. Januar 1356

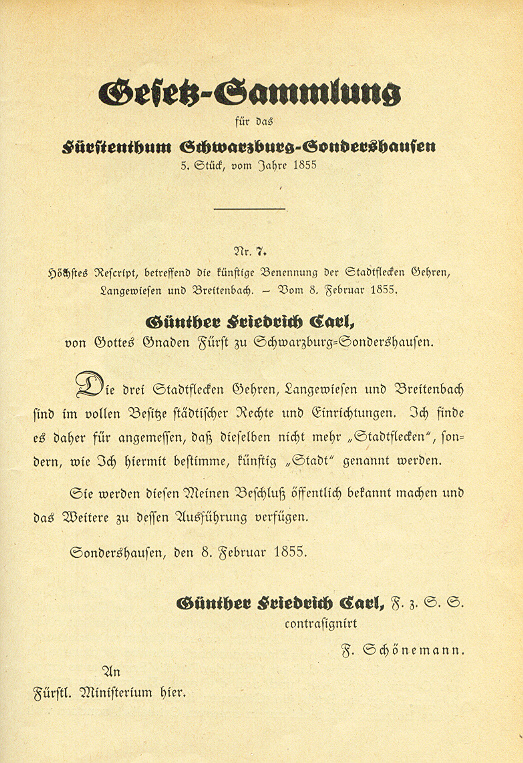
Stadtrechtsurkunde von Langewiesen, Gehren und Großbreitenbach (Fürstentum Schwarzburg-Sondershausen, ausgestellt von Günther Friedrich Carl II. Fürst von Schwarzburg-Sondershausen 1855)

Die Bedeutung des deutschen Stadtrechts im Heiligen Römischen Reich Deutscher Nation rechtfertigt eine Hervorhebung der deutschen Stadtrechtstradition. Das deutsche Stadtrecht verschaffte den Städten im internationalen Vergleich besondere städtische Autonomie. Es stand im Mittelalter im Zusammenhang mit der Deutschen Ostsiedlung und war nicht zuletzt für Stadt(neu)gründungen im osteuropäischen Raum vorbildlich.
Stadtrechte entstanden in Deutschland seit dem 10. Jahrhundert. Durch sie wurden nicht nur Privatrechtsverhältnisse, sondern auch Gegenstände des öffentlichen Rechts normiert.

#### Stadtrechtsfamilien
Oft wurde das Recht einer Stadt mehr oder minder vollständig von anderen rezipiert; so die Stadtrechte von Soest (dem ersten im deutschen Raum nachweislich aufgezeichneten Stadtrecht), ganz besonders aber die Stadtrechte von Magdeburg, Lübeck, Köln und der Reichsstadt Nürnberg. Die Gemeinschaft der Städte, die das Recht einer Stadt übernommen bzw. durch den Stadtherrn übertragen erhalten hatten, wird als deren Stadtrechtsfamilie bezeichnet.
Das Lübische Stadtrecht wurde 1160 aus dem Soester Recht abgeleitet. Es gewann – bedingt durch die Vormachtstellung von Lübeck in der Hanse – die Küstenstriche von Schleswig bis zu den östlichsten deutschen Ansiedlungen an der Ostsee.
Das Magdeburger Recht verbreitete sich in den Binnenlanden bis nach Böhmen, Schlesien, die heutige Slowakei (u. a. in die Zips) und Polen hinein und als Kulmer Recht über das Deutschordensland Preußen. In Polen war das Magdeburger Stadtrecht das allgemein verbindliche.
Das Stadtrecht spielte eine wichtige Rolle bei der Deutschen Ostsiedlung im Mittelalter: Kolonisten wurden unter der Voraussetzung angeworben (oder siedelten eigenständig), dass sie in den von ihnen gegründeten Orten ihr eigenes Recht behalten konnten. Das Stadtrecht war zunächst im Kern ein Marktrecht, ergänzt durch städtische Gerichtsbarkeit und Befestigungsrecht. Erst später wurden die Stadtrechte auch von Städten übernommen, deren Bevölkerung nicht deutschsprachig (Ostpolen, Litauen, westliches Russland) oder nicht mehr deutschsprachig war (Böhmen, Mähren u. ä.).
Aus dem Magdeburger Recht leitete sich das Brandenburger Stadtrecht in der Mark Brandenburg, in Pommern und im südlichen Mecklenburg ab.
Auch das Bremer Stadtrecht und das Salzwedeler Stadtrecht wurden von anderen Orten übernommen.
Die Übernahme eines Stadtrechts bedeutete in der Regel die Anerkennung der abgebenden Stadt als Rechtsvorort; z. B. war Magdeburg Rechtsvorort für die Städte mit Magdeburger Recht. Der dortige Schöffenstuhl entschied damit über Rechtsunklarheiten in den mit dem Magdeburger Recht beliehenen Städten. So ist es auch zu erklären, dass bestimmte Stadtrechte unter verschiedenen Namen bekannt sind, obwohl sie ursprünglich aus derselben Quelle stammen: Der Name kennzeichnet dann nicht die ursprüngliche Rechtsherkunft, sondern den anerkannten Rechtsvorort.

#### Mehrere Stadtrechte in einer Siedlung
Vom heutigen Standpunkt aus ist bemerkenswert, dass eine geschlossene Ansiedlung durchaus in verschiedene Stadtrechtsgebiete aufgeteilt sein konnte. Zahlreiche heutige deutsche Städte sind aus solchen Ansiedlungen entstanden, die im Rechtssinne ursprünglich mehrere Städte umfassten (z. B. Hildesheim, Braunschweig, Kassel).

### Frühe Neuzeit
Infolge der Umgestaltung der Territorialverhältnisse sowie der Rechtsbegriffe wurden Änderungen der Stadtrechte notwendig. So entstanden im Lauf des 15., 16. und 17. Jahrhunderts an vielen Orten verbesserte Stadtrechte, sogenannte „Reformationen“, wobei aber unter Einwirkung der Rechtsgelehrten mehr und mehr römisches Recht eingemischt wurde, in Hamburg z. B. unter Bürgermeister Hermann Langenbeck. Zuletzt mussten die alten Stadtrechte zugleich mit der eigenen Gerichtsbarkeit und der Autonomie der Städte bis auf dürftige Reste der Autorität der Landesherren weichen.

### 19. Jahrhundert
Mit dem Reichsdeputationshauptschluss 1803 wurden auch fast alle bis dahin 51 reichsfreien Städte mediatisiert, also einer Landesherrschaft unterstellt. Nach der Auflösung des alten Reichs und während der anschließenden napoleonischen Herrschaft verloren im Zeitraum zwischen 1806 und 1812 auch die verbleibenden Freien und Reichsstädte Augsburg, Bremen, Frankfurt, Hamburg, Lübeck und Nürnberg ihre Unabhängigkeit. Mit der Wiener Kongressakte wurde 1815 lediglich die Unabhängigkeit der freien Städte Frankfurt, Bremen, Hamburg und Lübeck wiederhergestellt. Dort wandelte sich das Stadtrecht mit der durch den Fortfall des Reiches gewonnenen völkerrechtlichen Souveränität in eigenstaatliches Recht um. Nur für das Familien- und Erbrecht blieben einzelne Satzungen der alten Stadtrechte (Statuten) bis zum Inkrafttreten des BGB am 1. Januar 1900 erhalten.

### Nach 1945
Im heutigen Deutschland sind Städte solche Gemeinden, die die Bezeichnung „Stadt“ nach bisherigem Recht führen dürfen oder die sie verliehen bekommen haben. Dies kann auf Antrag oder von Amts wegen, meist durch das für Kommunales zuständige Landesministerium, geschehen. Aus historischen Gründen wird dabei oft von der Verleihung von „Stadtrechten“ gesprochen. Kriterien sind die Einwohnerzahl, aber auch Siedlungsform und wirtschaftliche Verhältnisse. Grundsätzlich unterscheiden sich die Rechte und Pflichten von Gemeinden, die sich Gemeinde nennen, und solchen, die sich Stadt nennen dürfen, nicht. „Stadt“ ist eine Bezeichnung und/oder ein Namensbestandteil einer Gemeinde.
Die Städte Berlin, Hamburg und Bremen sind Bundesländer. Ihr Recht ist Landesrecht. Die Rechtsverhältnisse der Gemeinden inklusive derer, die sich als Stadt bezeichnen dürfen, richten sich in Deutschland nach den Gesetzen der Länder, die die Gesetzgebungs- und Verwaltungskompetenz für kommunale Angelegenheiten haben. Wichtigste Rechtsquelle sind die jeweiligen Gemeindeordnungen der Länder oder entsprechende anders bezeichnete Landesgesetze.
Städte können einen besonderen Rechtsstatus je nach Bundesland haben. Dies sind beispielsweise:
- kreisfreie Städte
- Große Kreisstädte (BW, BY, SN, TH)
- Große selbständige Städte (NI)
- Große kreisangehörige Städte (BB, MV, NW, RP, SH, TH)
- Mittlere kreisangehörige Städte (BB, NW)

### Heutige Rechtslage in einzelnen Bundesländern

#### Baden-Württemberg
§ 5 der Gemeindeordnung für Baden-Württemberg bestimmt: „Die Bezeichnung »Stadt« führen die Gemeinden, denen diese Bezeichnung nach bisherigem Recht zusteht. Die Landesregierung kann auf Antrag die Bezeichnung »Stadt« an Gemeinden verleihen, die nach Einwohnerzahl, Siedlungsform und ihren kulturellen und wirtschaftlichen Verhältnissen städtisches Gepräge tragen. Wird eine Gemeinde mit der Bezeichnung »Stadt« in eine andere Gemeinde eingegliedert oder mit anderen Gemeinden zu einer neuen Gemeinde vereinigt, kann die aufnehmende oder neugebildete Gemeinde diese Bezeichnung als eigene Bezeichnung weiterführen.“ Eine verwaltungsrechtliche Bedeutung hat die Bezeichnung Stadt nicht.
Frühere nicht kreisangehörige Städte werden Stadtkreise und die früheren unmittelbaren Kreisstädte werden Große Kreisstädte benannt.
„Gemeinden, die nach der Badischen Gemeindeordnung vom 5. Oktober 1921 die Bezeichnung Stadtgemeinde geführt haben, dürfen wieder die Bezeichnung Stadt führen.“
Gemäß § 3 der Gemeindeordnung für Baden-Württemberg können Gemeinden auf ihren Antrag per Gesetz zu Stadtkreisen erklärt werden und Gemeinden mit mehr als 20 000 Einwohnern können auf ihren Antrag von der Landesregierung zu Großen Kreisstädten erklärt werden.
§ 4 des Landesverwaltungsgesetzes sieht vor, dass die Landesregierung durch Rechtsverordnung auch bestimmte in § 19 Abs. 1 aufgeführte Aufgaben den Großen Kreisstädten als unteren Verwaltungsbehörden übertragen kann, die gemäß § 19 nicht regelmäßig den Großen Kreisstädten übertragen sind.

#### Bayern
Städte heißen die Gemeinden, die diese Bezeichnung nach bisherigem Recht führen oder denen sie durch das Staatsministerium des Innern, für Sport und Integration neu verliehen wird. Die Bezeichnung Stadt darf nur an Gemeinden verliehen werden, die nach Einwohnerzahl, Siedlungsform und wirtschaftlichen Verhältnissen der Bezeichnung entsprechen.

#### Niedersachsen
Die Bezeichnung Stadt führen die Gemeinden, denen diese Bezeichnung nach bisherigem Recht zusteht. Auf Antrag kann das für Inneres zuständige Ministerium die Bezeichnung Stadt solchen Gemeinden verleihen, die nach Einwohnerzahl, Siedlungsform und Wirtschaftsverhältnissen städtisches Gepräge tragen.

#### Nordrhein-Westfalen
Die Bezeichnung „Stadt“ führen die Gemeinden, denen diese Bezeichnung nach dem bisherigen Recht zusteht. Sobald eine Gemeinde als Mittlere kreisangehörige Stadt zusätzliche Aufgaben wahrzunehmen hat, führt sie unabhängig von der künftigen Einwohnerentwicklung die Bezeichnung „Stadt“. Eine kreisangehörige Gemeinde ist auf eigenen Antrag zur Mittleren kreisangehörigen Stadt zu bestimmen, wenn ihre maßgebliche Einwohnerzahl an drei aufeinanderfolgenden Stichtagen (jeweils 30. Juni und 31. Dezember) mehr als 20.000 Einwohner beträgt. Sie ist von Amts wegen zur Mittleren kreisangehörigen Stadt zu bestimmen, wenn ihre maßgebliche Einwohnerzahl an fünf aufeinanderfolgenden Stichtagen ab dem 31. Dezember 2017 mehr als 25.000 Einwohner beträgt. Verliert eine Mittlere kreisangehörige Stadt diesen Status wieder, darf sie sich weiterhin Stadt nennen.

## Österreich
In Österreich haben insgesamt 201 Gemeinden das Stadtrecht (Stadtgemeinden), das oft von den jeweiligen historischen Hauptorten auf die heutige Verwaltungseinheit übergegangen ist – korrekterweise spricht man von Stadtrang. Dieses Stadtrecht spielt heute in der Verwaltung nur mehr eine untergeordnete Rolle.
→ Städte in Österreich: Gemeinden mit Stadtrecht
15 davon sind Statutarstadt (auch Städte mit eigenem Statut genannt), nämlich Eisenstadt, Graz, Innsbruck, Klagenfurt, Krems, Linz, Rust, Salzburg, St. Pölten, Steyr, Villach, Waidhofen/Ybbs, Wels, Wien, Wiener Neustadt, wobei alle Landeshauptstädte außer Bregenz Statutarstädte sind. Statutarstädte stehen in der Verwaltungsgliederung sowohl auf einer Ebene mit der Gemeinde (NUTS-Ebene LAU-2) als auch auf der Ebene des Bezirks (keine NUTS-Ebene, zwischen NUTS-3 und LAU-1). Seit 1962 ist im Bundes-Verfassungsgesetz festgesetzt, dass die Erhebung zur Statutarstadt nur von Gemeinden mit zumindest 20 000 Einwohnern beantragt werden kann.
Eine Stadt, Scheibbs, beruft sich auf altes Stadtrecht und nennt sich Titularstadt (sonst nur in Deutschland zu finden, altes Recht des Heiligen Römischen Reichs), die beiden Statutarstädte Eisenstadt und Rust berufen sich als Freistadt auf Königlich Ungarisches Stadtrecht.
Acht historische Orte mit Stadtrecht wurden eingemeindet und führen nicht mehr den Titel Stadt, oder nur mehr formal.
→ Städte in Österreich: Eingemeindete und ehemalige Städte in Österreich
Abweichend vom stadtrechtlichen Begriff bezeichnet man in Österreich üblicherweise Siedlungen bzw. Ballungsräume über 5000 Einwohner als städtisch.
Vertreten wird die Gesamtheit der Städte in Verhandlungen mit Land und Bund durch den Österreichischen Städtebund; viele Stadtgemeinden sind zudem auch Mitglied im Österreichischen Gemeindebund.

## Schweiz
Die Schweiz kennt kein Stadtrecht im rechtlichen Sinne, das verliehen werden könnte. Der Begriff „Stadt“ ist primär eine statistische Größe: Weist eine politische Gemeinde mehr als 10.000 Einwohner auf, gilt sie statistisch als Stadt. Ob sich eine Gemeinde selbst als Stadt bezeichnet, ist meist historisch bedingt. So nennen sich längst nicht alle Gemeinden mit über 10.000 Einwohnern Stadt, umgekehrt gibt es zahlreiche historische Kleinstädte mit weniger als 10.000 Einwohnern, die sich als Stadt definieren. Diese Bezeichnung rührt von früher verliehenen Stadtrechten her.

## Tschechien
In Tschechien gibt es 23 Statutarstädte.
- siehe Königsstadt (Böhmen) im Königreich Böhmen

## Weitere Begriffe städtischer Gemeinden
- City, verbreitet im Englischsprachigen:  City (Vereinigtes Königreich), City (Vereinigte Staaten)
- Ciudad im Spanischsprachigen
- Dimos in Zypern, Griechenland (historisch, Demos-Konzept des alten Griechenlandes, Stammform der Demokratie)
- Gradova in Kroatien
- Freistadt in Ungarn, Österreich
- Kreisfreie Stadt in Deutschland
- Linn in Estland
- Metropolitan Municipality, eine Gemeindekategorie in Südafrika
- Pilsēta in Lettland (Stadt, Centr als urbaner Hauptort)
- Miasto na prawach powiatu, sogenannter Powiat grodzki, Städte mit Kreisrechten in Polen
- Stadtstaat, völkerrechtlich souveräne Stadt (auch historisch)
- Statutarstadt, auch Stadt mit eigenem Statut in Österreich und Tschechien
- Titularstadt in Deutschland, Österreich
- Town, Township, verbreitet im Englischsprachigen: Township (Kanada, frz. Kanton), Township (Südafrika, Namibia), Township (England, historisch), Town (Vereinigte Staaten), Township (Vereinigte Staaten)
- Unitary Authority im Vereinigten Königreich und Neuseeland
- Urbis, Urbs, römisch
- Villa im Spanischsprachigen, Ville im Französischen
- Vila war in Portugal historisch der Titel einer Ortschaft mit Stadtrecht (Foral) und Verwaltungssitz. Heute wird der Titel weiter benutzt und auch neu vergeben für Orte, die zur Kleinstadt erhoben werden und bei weiterer Entwicklung zur Cidade, also zur Stadt erhoben werden können. Ähnliche Verwendung finden die beiden Begriffe auch in anderen portugiesischsprachigen Ländern, vor allem in Kap Verde, Angola und Brasilien.